# Gerre de' Caprioli
Gerre de' Caprioli (Le Gere o Li Geri in dialetto cremonese) è un comune italiano di 1 322 abitanti della provincia di Cremona, in Lombardia.

## Storia
Alla sinistra del Po, a breve distanza dal capoluogo, su una fascia di terreno difesa dal grande fiume da una serie di argini maestri, sorge Gerre de' Caprioli, un comune formato da nuclei sparsi, soprattutto di cascinali.
Insieme alla sua variante Gera, il toponimo, molto diffuso nel cremonese, indica una località in cui il fiume ha depositato grosse quantità di ghiaia.
La seconda parte della denominazione deriverebbe invece, dalla presenza di una famiglia nobile che in passato fu proprietaria di queste terre.
Nella frazione di Bosco ex Parmigiano, infatti, è presente un piazzale nei pressi del fiume Po, noto come ex piarda Guidotti, da dove un tempo si estraeva la ghiaia dal fiume. Ora lo stabile è stato sistemato ed è stato adibito a centro di ricerca e documentazione, nonché a sala polivalente.

### Simboli
Lo stemma e il gonfalone sono stati concessi con il D.P.R. n. 1831 del 23 maggio 1988.
Il gonfalone è un drappo di bianco.

## Società

### Evoluzione demografica
Abitanti censiti

## Cultura

### Eventi
Dall'agosto 2010 è attiva una rassegna concertistica, "Suoni di mezza estate", dedicata a progetti di musica antica in collaborazione con associazioni culturali locali.